# Manakha
Manakha (in arabo ﻣﻨﺎﺧـة‎?) è una località dello Yemen, facente parte del governatorato di Sana'a.
È situata sui monti Haraz e per i turisti occidentali è il punto di partenza per escursioni e trekking.
La zona, ricca di dislivelli considerevoli, si presenta con molti borghi isolati separati da brevi distanze. L'impianto della città è di stampo tipicamente medievale, curiosa ed interessante la somiglianza degli elementi architettonici e delle tecniche costruttive con quelle presenti nell'Italia centrale del basso medioevo. La città è arroccata alla sommità di un fronte roccioso dall'aspetto inespugnabile.